# Pološka kotlina
Pološka kotlina ili Polog je kotlina i regija na sjeverozapadnom dijelu Makedonije. Zauzima površinu od oko 400 km2. Podijeljena je na Gornji i Donji Polog. Najveći gradovi u ovom području su Gostivar i Tetovo.